# Caseta de la Renfe
La Caseta de la Renfe és un edifici de Sant Joan de les Abadesses (Ripollès) inclòs a l'Inventari del Patrimoni Arquitectònic de Catalunya.

## Descripció
Es tracta d'una caseta de planta rectangular i dos pisos. El teulat és a dues vessants i posseeix una xemeneia força elevada que sobresurt del carener.
A la façana que dona a tramuntana es troba la porta d'accés a l'habitacle, de ferro, i una finestra de dos porticons al pis de dalt. Altres obertures semblants a les descrites anteriorment acaben de configurar aquest edifici de la RENFE. Els cabirons i bigues de sota teulat són de fusta. Els cantons de la casa són revestits igual que un sòcol que l'envolta, d'uns 30 cm aproximadament d'alçada i pintats de color blanc o emblanquinats.

## Història
Aquesta caseta fou construïda durant la segona meitat del segle xix, a conseqüència de l'obertura de la línia fèrria Barcelona-Sant Joan de les Abadesses.
Era destinada al guardabarreres, que s'ocupava de fer baixar les barreres del pas de nivell del camí de la Serra del Cadell a Sant Joan a les hores que el tren passava.
A la segona meitat del segle xx, la caseta deixà de funcionar i va estar un temps que amenaçava ruïna, fins que la varen llogar i arreglar per a segona residència. El tren encara va trigar uns anys en desaparèixer de la vila.